# Liste der salvadorianischen Botschafter in Spanien
Liste der salvadorianischen Botschafter in Spanien.
Die Botschaft befindet sich am Paseo de la Castellana 178, in Madrid.
Der Botschafter in Madrid ist regelmäßig auch in Kairo, Rabat und Andora akkreditiert.
| Ernennung Akkreditierung | Botschafter                     | Bemerkungen | ernannt von                     | akkreditiert bei der Regierung | Posten verlassen |
| ------------------------ | ------------------------------- | --- | ------------------------------- | ------------------------------ | ---------------- |
| 1. März 1911             | José María Peralta Lagos        | | Manuel Enrique Araujo           | José Canalejas Méndez          | 9. Feb. 1913     |
| 1951                     | Héctor Escobar Serrano          | (* 14. August 1904) | Óscar Osorio Hernández          | Francisco Franco               | 1956             |
| 1964                     | Antonio Alvarez Vidaurre        | | Julio Adalberto Rivera Carballo | Francisco Franco               |                  |
| 1969                     | Hugo Lindo                      | | Fidel Sánchez Hernández         | Francisco Franco               | 1972             |
| 22. Aug. 1974            | Juan Antonio Martínez Várela    | 1. Juli 1972 zu Beginn der Regierung von Arturo Armando Molina, Innenminister, 1977: Präsident der Administración Nacional de Telecomunicaciones (ANTEL), 1. Juni 1989–1. Juni 1994 in der Regierung von Alfredo Cristiani Burkard: ministro de Presidencia später Innenminister | Arturo Armando Molina           | Carlos Arias Navarro           | Juli 1977        |
| Juli 1977                | Luis Roberto Flores             | Oberst | Adolfo Suárez                   | Carlos Humberto Romero         |                  |
| 16. Sep. 1983            | Ernesto Trigueros Alcaine       | | Álvaro Alfredo Magaña Borja     | Felipe González                | 1990             |
| 11. Juni 1984            | Roberto Arturo Castillo Hidalgo | [ 2 ] | Álvaro Alfredo Magaña Borja     | Felipe González                |                  |
| 1995                     | Guillermo Paz Larin             | 1974 Botschafter in Rom und Tel Aviv, 1981 Botschafter in Singapur, 1996 Botschafter in Mexiko löste dort Rafael Meza Delgado ab. | Armando Calderón Sol            | Felipe González                | 1996             |
| 1999                     | José Roberto Andino Salazar     | 2005 Botschafter in Rom | Francisco Flores Pérez          | José María Aznar               |                  |
| 2000                     | Miguel Ángel Salaverria         | (* 1928; † 2008 an Pankreastumor) 1989: Botschafter in Washington, D.C. | Francisco Flores Pérez          | José María Aznar               | 2004             |
| 2005                     | Enrique Borgo Bustamante        | | Antonio Saca                    | José Luis Rodríguez Zapatero   | 2009             |
| 2010                     | Edgardo Carlos Suárez Mallagray | | Mauricio Funes                  | José Luis Rodríguez Zapatero   |                  |
| 5. Mai 2014              | José Atilio Benítez Parada      | [ 4 ] | Mauricio Funes                  | Mariano Rajoy                  |                  |